# Paralelo 19 S
O paralelo 19 S é um paralelo que está 19 graus a sul do plano equatorial da Terra.
Começando no Meridiano de Greenwich na direcção leste, o paralelo 19º Sul passa sucessivamente por:
| País, território ou mar | Notas |
| ----------------------- | --- |
| Oceano Atlântico        | |
| Namíbia                 | |
| Botswana                | |
| Zimbabwe                | |
| Moçambique              | |
| Oceano Índico           | Canal de Moçambique |
| Madagáscar              | |
| Oceano Índico           | |
| Austrália               | Austrália Ocidental Território do Norte Queensland |
| Mar de Coral            | Passa a norte do Recife Marion, Ilhas do Mar de Coral, Austrália · Passa a norte das Ilhas Chesterfield, Nova Caledônia · Passa a norte da Ilha Sandy, Nova Caledônia |
| Vanuatu                 | Extremo sul da ilha Erromango |
| Oceano Pacífico         | |
| Fiji                    | Ilha Kadavu |
| Oceano Pacífico         | Passa a norte da Ilha Matuku, Fiji |
| Fiji                    | Ilha Totoya |
| Oceano Pacífico         | Passa a sul da ilha Kabara, Fiji · Passa a norte da ilha Fulaga, Fiji · Passa a sul da ilha Late, Tonga |
| Niue                    | |
| Oceano Pacífico         | Passa a sul da ilha Aitutaki, Ilhas Cook · Passa a norte do atol Manuae, Ilhas Cook · Passa a sul do atol Nengonengo, Polinésia Francesa · Passa a norte do atol Manuhangi, Polinésia Francesa · Passa a norte do atol Paraoa, Polinésia Francesa · Passa a sul do atol Vahitahi, Polinésia Francesa |
| Chile                   | |
| Bolívia                 | Passa a norte de Sucre |
| Brasil                  | Mato Grosso do Sul Goiás Minas Gerais Espírito Santo |
| Oceano Atlântico        | |